# Các quốc gia châu Á tại Giải vô địch bóng đá thế giới
Bóng đá là một trong những môn thể thao phổ biến nhất ở châu Á và 13 thành viên của Liên đoàn bóng đá châu Á (AFC) đã tham dự sự kiện lớn nhất hành tinh của môn thể thao này, giải vô địch bóng đá thế giới (World Cup) dành cho nam. Thành tích tốt nhất tại World Cup của một đội tuyển quốc gia châu Á hiện thuộc về Hàn Quốc với vị trí thứ tư tại giải đấu năm 2002.

## Tổng quan
|         | 1930 (13) | 1934 (16) | 1938 (15) | 1950 (13) | 1954 (16) | 1958 (16) | 1962 (16) | 1966 (16) | 1970 (16) | 1974 (16) | 1978 (16) | 1982 (24) | 1986 (24) | 1990 (24) | 1994 (24) | 1998 (32) | 2002 (32) | 2006 (32) | 2010 (32) | 2014 (32) | 2018 (32) | 2022 (32) | 2026 (48) | 2030 (48) | 2034 (48) | Tổng cộng |
| ------- | --------- | --------- | --------- | --------- | --------- | --------- | --------- | --------- | --------- | --------- | --------- | --------- | --------- | --------- | --------- | --------- | --------- | --------- | --------- | --------- | --------- | --------- | --------- | --------- | --------- | --------- |
| Số đội  | 0         | 0         | 1         | 0         | 1         | 0         | 0         | 1         | 1         | 0         | 1         | 1         | 2         | 2         | 2         | 4         | 4         | 4         | 4         | 4         | 5         | 6         |           |           | 1         | 44        |
| Top 16  | —         | —         | —         | —         | —         | —         | —         | —         | —         | —         | —         | 0         | 0         | 0         | 1         | 0         | 2         | 0         | 2         | 0         | 1         | 3         |           |           |           | 9         |
| Top 8   | —         | 0         | 0         | —         | 0         | 0         | 0         | 1         | 0         | 0         | 0         | 0         | 0         | 0         | 0         | 0         | 1         | 0         | 0         | 0         | 0         | 0         |           |           |           | 2         |
| Top 4   | 0         | 0         | 0         | 0         | 0         | 0         | 0         | 0         | 0         | 0         | 0         | 0         | 0         | 0         | 0         | 0         | 1         | 0         | 0         | 0         | 0         | 0         |           |           |           | 1         |
| Top 2   | 0         | 0         | 0         | 0         | 0         | 0         | 0         | 0         | 0         | 0         | 0         | 0         | 0         | 0         | 0         | 0         | 0         | 0         | 0         | 0         | 0         | 0         |           |           |           | 0         |
| Vô địch |           |           |           |           |           |           |           |           |           |           |           |           |           |           |           |           |           |           |           |           |           |           |           |           |           | 0         |
| Á quân  |           |           |           |           |           |           |           |           |           |           |           |           |           |           |           |           |           |           |           |           |           |           |           |           |           | 0         |
| Hạng ba |           |           |           |           |           |           |           |           |           |           |           |           |           |           |           |           |           |           |           |           |           |           |           |           |           | 0         |
| Hạng tư |           |           |           |           |           |           |           |           |           |           |           |           |           |           |           |           | Hàn Quốc  |           |           |           |           |           |           |           |           | 1         |

| Quốc gia          | Số lần tham dự | (Các) năm                                                              | Thành tích tốt nhất |
| ----------------- | -------------- | ---------------------------------------------------------------------- | ------------------- |
| Hàn Quốc          | 12             | 1954, 1986, 1990, 1994, 1998, 2002, 2006, 2010, 2014, 2018, 2022, 2026 | Hạng tư             |
| Nhật Bản          | 8              | 1998, 2002, 2006, 2010, 2014, 2018, 2022, 2026                         | Vòng 2              |
| Iran              | 7              | 1978, 1998, 2006, 2014, 2018, 2022, 2026                               | Vòng 1              |
| Úc                | 7              | (1974, 2006), 2010, 2014, 2018, 2022, 2026                             | Vòng 2              |
| Ả Rập Xê Út       | 6              | 1994, 1998, 2002, 2006, 2018, 2022                                     | Vòng 2              |
| CHDCND Triều Tiên | 2              | 1966, 2010                                                             | Tứ kết              |
| Indonesia         | 1              | 1938                                                                   | Vòng 1              |
| Israel            | 1              | 1970                                                                   | Vòng 1              |
| Kuwait            | 1              | 1982                                                                   | Vòng 1              |
| Iraq              | 1              | 1986                                                                   | Vòng 1              |
| UAE               | 1              | 1990                                                                   | Vòng 1              |
| Trung Quốc        | 1              | 2002                                                                   | Vòng 1              |
| Qatar             | 1              | 2022                                                                   | Vòng 1              |
| Jordan            | 1              | 2026                                                                   | TBD                 |
| Uzbekistan        | 1              | 2026                                                                   | TBD                 |

## Các kết quả

### Lọt vào top 4 nhiều lần nhất
| Đội tuyển | Số lần | Lọt vào top 4 |
| --------- | ------ | ------------- |
| Hàn Quốc  | 1      | 2002          |

### Kết quả đội tuyển theo giải đấu
Chú thích
| - 1st — Vô địch - 2nd — Á quân - 3rd — Hạng ba - 4th — Hạng tư - QF — Tứ kết (1934–1938, 1954–1970, và 1986–đến nay: vòng đấu loại trực tiếp vòng 8 đội) - R2 — Vòng 2 (1974–1978, vòng bảng thứ 2, tốp 8; 1982: vòng bảng thứ 2, tốp 12; 1986–đến nay: vòng đấu loại trực tiếp vòng 16 đội) - R1 — Vòng 1 | - Q — Vượt qua vòng loại cho giải đấu sắp tới - •• — Vượt qua vòng loại nhưng rút lui - • — Không vượt qua vòng loại - × — Không tham gia / Rút lui / Bị cấm - — Chủ nhà - — Không liên kết với FIFA |

Xếp hạng đội tuyển trong mỗi giải đấu là theo FIFA. Bảng xếp hạng, ngoài 4 vị trí hàng đầu (2 vị trí cao nhất năm 1930), không phải là kết quả của sự cạnh tranh trực tiếp giữa các đội; thay vào đó, các đội bị loại trong cùng vòng được xếp hạng theo kết quả đầy đủ của họ trong giải đấu. Trong các giải đấu gần đây, FIFA đã sử dụng bảng xếp hạng hạt giống cho lễ bốc thăm vòng chung kết.
Đối với mỗi giải đấu, số lượng đội tuyển trong mỗi vòng chung kết (trong dấu ngoặc đơn) được hiển thị.
| Đội tuyển         | 1930 (13)             | 1934 (16)             | 1938 (15)             | 1950 (13) | 1954 (16) | 1958 (16) | 1962 (16) | 1966 (16) | 1970 (16) | 1974 (16)          | 1978 (16)          | 1982 (24)          | 1986 (24)          | 1990 (24)          | 1994 (24)           | 1998 (32)           | 2002 (32)           | 2006 (32)           | 2010 (32)           | 2014 (32)           | 2018 (32)           | 2022 (32)           | Tổng số | Qual. Comp. |
| ----------------- | --------------------- | --------------------- | --------------------- | --------- | --------- | --------- | --------- | --------- | --------- | ------------------ | ------------------ | ------------------ | ------------------ | ------------------ | ------------------- | ------------------- | ------------------- | ------------------- | ------------------- | ------------------- | ------------------- | ------------------- | ------- | ----------- |
| Úc                |                       |                       |                       |           |           |           |           | •         | •         | R1 14th            | •                  | •                  | •                  | •                  | •                   | •                   | •                   | R2 16th             | R1 21st             | R1 30th             | R1 30th             | R2 11st             | 6       | 15          |
| Úc                | thành viên của OFC    |                       |                       |           |           |           |           |           |           |                    |                    |                    |                    |                    |                     |                     |                     | R2 16th             | R1 21st             | R1 30th             | R1 30th             | R2 11st             | 6       | 15          |
| Trung Quốc        |                       | ×                     | ×                     | ×         | ×         | •         | ×         | ×         | ×         | ×                  | ×                  | •                  | •                  | •                  | •                   | •                   | R1 31st             | •                   | •                   | •                   | •                   | •                   | 1       | 12          |
| Indonesia         |                       | ×                     | R1 15th               | ×         | ×         | ×         | ×         | ×         | ×         | •                  | •                  | •                  | •                  | •                  | •                   | •                   | •                   | •                   | •                   | •                   | ×                   | •                   | 1       | 13          |
| Iran              |                       |                       |                       | ×         | ×         | ×         | ×         | ×         | ×         | •                  | R1 14th            | ×                  | ×                  | •                  | •                   | R1 20th             | •                   | R1 25th             | •                   | R1 28th             | R1 18th             | R1 26th             | 6       | 11          |
| Iraq              |                       |                       |                       |           | ×         | ×         | ×         | ×         | ×         | •                  | ×                  | •                  | R1 23rd            | •                  | •                   | •                   | •                   | •                   | •                   | •                   | •                   | •                   | 1       | 12          |
| Israel            | ×                     | •                     | •                     | •         | •         | •         | •         | •         | R1 12th   | thành viên của OFC | thành viên của OFC | thành viên của OFC | thành viên của OFC | thành viên của OFC | thành viên của UEFA | thành viên của UEFA | thành viên của UEFA | thành viên của UEFA | thành viên của UEFA | thành viên của UEFA | thành viên của UEFA | thành viên của UEFA | 1       | 8           |
| Nhật Bản          | ×                     | ×                     | ×                     | ×         | •         | ×         | •         | ×         | •         | •                  | •                  | •                  | •                  | •                  | •                   | R1 31st             | R2 9th              | R1 28th             | R2 9th              | R1 28th             | R2 15th             | R2 9th              | 7       | 16          |
| Kuwait            |                       |                       |                       |           |           |           |           | ×         | ×         | •                  | •                  | R1 21st            | •                  | •                  | •                   | •                   | •                   | •                   | •                   | •                   | •                   | •                   | 1       | 13          |
| CHDCND Triều Tiên | Một phần của Nhật Bản | Một phần của Nhật Bản | Một phần của Nhật Bản |           |           |           | ×         | TK 8th    | •         | •                  | •                  | •                  | •                  | •                  | •                   | ×                   | ×                   | •                   | R1 32nd             | •                   | •                   | ×                   | 2       | 12          |
| Qatar             |                       |                       |                       |           |           |           |           |           |           | ×                  | •                  | •                  | •                  | •                  | •                   | •                   | •                   | •                   | •                   | •                   | •                   | R1 32nd             | 1       | 12          |
| Ả Rập Xê Út       |                       |                       |                       |           |           | ×         | ×         | ×         | ×         | ×                  | •                  | •                  | •                  | •                  | R2 12th             | R1 28th             | R1 32nd             | R1 28th             | •                   | •                   | R1 26th             | R1 25th             | 6       | 12          |
| Hàn Quốc          | Một phần của Nhật Bản | Một phần của Nhật Bản | Một phần của Nhật Bản | ×         | R1 16th   | ×         | •         | ×         | •         | •                  | •                  | •                  | R1 20th            | R1 22nd            | R1 20th             | R1 30th             | 4th                 | R1 17th             | R2 15th             | R1 27th             | R1 19th             | R2 16th             | 11      | 16          |
| UAE               |                       |                       |                       |           |           |           |           |           |           |                    | ×                  | ×                  | •                  | R1 24th            | •                   | •                   | •                   | •                   | •                   | •                   | •                   | •                   | 1       | 10          |

### Bảng xếp hạng thành tích
| Đội tuyển         | Vô địch | Chung kết | Bán kết | Tứ kết | Vòng 2 |
| ----------------- | ------- | --------- | ------- | ------ | ------ |
| Hàn Quốc          | 0       | 0         | 1       | 1      | 3      |
| CHDCND Triều Tiên | 0       | 0         | 0       | 1      | 0      |
| Nhật Bản          | 0       | 0         | 0       | 0      | 4      |
| Úc                | 0       | 0         | 0       | 0      | 2      |
| Ả Rập Xê Út       | 0       | 0         | 0       | 0      | 1      |

- Tứ kết = vòng loại trực tiếp 8 đội: 1934–1938, 1954–1970, và 1986–nay; vòng bảng thứ 2, top 8: 1974–1978
- Vòng 2 = vòng bảng thứ 2, top 12: 1982; vòng loại trực tiếp 16 đội: 1986–nay

### Bảng xếp hạng tổng thể
Theo quy ước thống kê trong bóng đá, các trận đấu được quyết định trong hiệp phụ được tính là thắng và thua, còn các trận đấu được quyết định bằng loạt sút luân lưu được tính là hòa. 3 điểm cho mỗi trận thắng, 1 điểm cho mỗi trận hòa và 0 điểm cho mỗi trận thua.
Tính đến Giải vô địch bóng đá thế giới 2022
| TT  | Đội tuyển         | Trận | Thắng | Hòa | Thua | Bàn thắng | Bàn thua | Hiệu số | Điểm |
| 1.  | Hàn Quốc          | 38   | 7     | 10  | 21   | 39        | 78       | –39     | 31   |
| 2.  | Nhật Bản          | 25   | 7     | 6   | 12   | 25        | 33       | –8      | 27   |
| 3.  | Úc                | 20   | 4     | 4   | 12   | 17        | 37       | –20     | 16   |
| 4.  | Ả Rập Xê Út       | 19   | 4     | 2   | 13   | 14        | 44       | –30     | 14   |
| 5.  | Iran              | 18   | 3     | 4   | 11   | 13        | 31       | –18     | 13   |
| 6.  | CHDCND Triều Tiên | 7    | 1     | 1   | 5    | 6         | 21       | –15     | 4    |
| 7.  | Israel            | 3    | 0     | 2   | 1    | 1         | 3        | –2      | 2    |
| 8.  | Kuwait            | 3    | 0     | 1   | 2    | 2         | 6        | –4      | 1    |
| 9.  | Iraq              | 3    | 0     | 0   | 3    | 1         | 4        | –3      | 0    |
| 10. | Qatar             | 3    | 0     | 0   | 3    | 1         | 7        | –6      | 0    |
| 11. | Indonesia         | 1    | 0     | 0   | 1    | 0         | 6        | –6      | 0    |
| 12. | UAE               | 3    | 0     | 0   | 3    | 2         | 11       | –9      | 0    |
| 13. | Trung Quốc        | 3    | 0     | 0   | 3    | 0         | 9        | –9      | 0    |
| 14. | Jordan            | 0    | 0     | 0   | 0    | 0         | 0        | 0       | 0    |
| 15. | Uzbekistan        | 0    | 0     | 0   | 0    | 0         | 0        | 0       | 0    |

## Tham dự

### Xếp hạng các đội tuyển theo số lần tham dự
| Đội tuyển         | Số lần tham dự | Chuỗi dài nhất | Chuỗi hiện tại | Lần đầu | Lần gần nhất | Thành tích tốt nhất (* = chủ nhà)     |
| ----------------- | -------------- | -------------- | -------------- | ------- | ------------ | ------------------------------------- |
| Hàn Quốc          | 12             | 11             | 11             | 1954    | 2026         | Hạng tư (2002*)                       |
| Nhật Bản          | 8              | 8              | 8              | 1998    | 2026         | Vòng 16 đội (2002*, 2010, 2018, 2022) |
| Úc                | 7              | 6              | 6              | 1974    | 2026         | Vòng 16 đội (2006, 2022)              |
| Iran              | 7              | 4              | 4              | 1978    | 2026         | Vòng bảng                             |
| Ả Rập Xê Út       | 6              | 4              | 2              | 1994    | 2022         | Vòng 16 đội (1994)                    |
| CHDCND Triều Tiên | 2              | 1              | 0              | 1966    | 2010         | Tứ kết (1966)                         |
| Qatar             | 1              | 1              | 1              | 2022    | 2022         | Vòng bảng*                            |
| Indonesia         | 1              | 1              | 0              | 1938    | 1938         | Vòng bảng                             |
| Israel            | 1              | 1              | 0              | 1970    | 1970         | Vòng bảng                             |
| Kuwait            | 1              | 1              | 0              | 1982    | 1982         | Vòng bảng                             |
| Iraq              | 1              | 1              | 0              | 1986    | 1986         | Vòng bảng                             |
| UAE               | 1              | 1              | 0              | 1990    | 1990         | Vòng bảng                             |
| Trung Quốc        | 1              | 1              | 0              | 2002    | 2002         | Vòng bảng                             |
| Uzbekistan        | 1              | 1              | 1              | 2026    | 2026         | TBD                                   |
| Jordan            | 1              | 1              | 1              | 2026    | 2026         | TBD                                   |

### Tham dự lần đầu
| Năm       | (Các) đội tuyển tham dự lần đầu | Tổng số |
| --------- | ------------------------------- | ------- |
| 1938      | Đông Ấn Hà Lan                  | 1       |
| 1954      | Hàn Quốc                        | 1       |
| 1966      | CHDCND Triều Tiên               | 1       |
| 1970      | Israel                          | 1       |
| 1974      | Úc                              | 1       |
| 1978      | Iran                            | 1       |
| 1982      | Kuwait                          | 1       |
| 1986      | Iraq                            | 1       |
| 1990      | UAE                             | 1       |
| 1994      | Ả Rập Xê Út                     | 1       |
| 1998      | Nhật Bản                        | 1       |
| 2002      | Trung Quốc                      | 1       |
| 2022      | Qatar                           | 1       |
| 2026      | Jordan, Uzbekistan              | 2       |
| Tổng cộng |                                 | 15      |

## Tóm tắt thành tích
Bảng này cho biết số lượng quốc gia được đại diện tại World Cup, số lượng mục nhập (#E) từ khắp nơi trên thế giới bao gồm mọi khoản từ chối và rút lui, số lượng mục nhập châu Á (#A), số lượng các mục nhập châu Á đã rút lui (#A-) trước/trong khi vòng loại hoặc bị FIFA từ chối, đại diện châu Á tại vòng chung kết World Cup, số lượng vòng loại World Cup mà mỗi đại diện châu Á phải thi đấu để đến World Cup (#WCQ), giai đoạn xa nhất đạt được, kết quả và huấn luyện viên.

| Năm  | Chủ nhà             | Số đội | #E  | #A | #A- | Các đội châu Á tham dự | #WCQ | Giai đoạn   | Kết quả | Huấn luyện viên |
| ---- | ------------------- | ------ | --- | -- | --- | ---------------------- | ---- | ----------- | --- | --- |
| 1930 | Uruguay             | 13     | 13  | 0  | 0   | -                      |      |             | | |
| 1934 | Ý                   | 16     | 32  | 2  | 1   | -                      |      |             | | |
| 1938 | Pháp                | 15     | 32  | 2  | 1   | Đông Ấn Hà Lan         | 0    | Vòng 16 đội | thua 0–6 Hungary | Johan Mastenbroek |
| 1950 | Brasil              | 15     | 34  | 4  | 4   | -                      |      |             | | |
| 1954 | Thụy Sĩ             | 16     | 45  | 3  | 1   | Hàn Quốc               | 2    | Vòng bảng   | thua 0–9 Hungary, thua 0–7 Thổ Nhĩ Kỳ | Kim Yong-sik |
| 1958 | Thụy Điển           | 16     | 55  | 12 | 9   | -                      |      |             | | |
| 1962 | Chile               | 16     | 56  | 3  | 1   | -                      |      |             | | |
| 1966 | Anh                 | 16     | 74  | 4  | 2   | CHDCND Triều Tiên      | 2    | Tứ kết      | thua 0–3 Liên Xô, hòa 1–1 Chile, thắng 1–0 Ý · TK: thua 3–5 Bồ Đào Nha | Myung Rye-hyun |
| 1970 | México              | 16     | 75  | 7  | 1   | Israel                 | 4    | Vòng bảng   | thua 0–2 Uruguay, hòa 1–1 Thụy Điển, hòa 1–1 Ý | Emmanuel Scheffer |
| 1974 | Tây Đức             | 16     | 99  | 18 | 3   | -                      |      |             | | |
| 1978 | Argentina           | 16     | 107 | 21 | 4   | Iran                   | 12   | Vòng 1      | thua 0–3 Hà Lan, hòa 1–1 Scotland, thua 1–4 Perú | Heshmat Mohajerani                                                                                                   |
| 1982 | Tây Ban Nha         | 24     | 109 | 21 | 1   | Kuwait                 | 9    | Vòng 1      | hòa 1–1 Tiệp Khắc, thua 1–4 Pháp, thua 0–1 Anh | Carlos Alberto Parreira                                                                                              |
| 1986 | México              | 24     | 121 | 28 | 4   | Iraq                   | 8    | Vòng bảng   | thua 0–1 Paraguay, thua 1–2 Bỉ, thua 0–1 México | Evaristo de Macedo                                                                                                   |
| 1986 | México              | 24     | 121 | 28 | 4   | Hàn Quốc               | 8    | Vòng bảng   | thua 1–3 Argentina, hòa 1–1 Bulgaria, thua 2–3 Ý | Kim Jung-Nam |
| 1990 | Ý                   | 24     | 116 | 26 | 2   | Hàn Quốc               | 11   | Vòng bảng   | thua 0–2 Bỉ, thua 1–3 Tây Ban Nha, thua 0–1 Uruguay | Lee Hoe-taik |
| 1990 | Ý                   | 24     | 116 | 26 | 2   | UAE                    | 9    | Vòng bảng   | thua 0–2 Colombia, thua 1–5 Tây Đức, thua 1–4 Nam Tư | Carlos Alberto Parreira                                                                                              |
| 1994 | Hoa Kỳ              | 24     | 147 | 30 | 2   | Ả Rập Xê Út            | 11   | Vòng 16 đội | thua 1–2 Hà Lan, thắng 2–1 Maroc, thắng 1–0 Bỉ · Vòng 16 đội: thua 1–3 Thụy Điển | Jorge Solari |
| 1994 | Hoa Kỳ              | 24     | 147 | 30 | 2   | Hàn Quốc               | 13   | Vòng bảng   | hòa 2–2 Tây Ban Nha, hòa 0–0 Bolivia, thua 2–3 Đức | Kim Ho |
| 1998 | Pháp                | 32     | 174 | 36 | 0   | Iran                   | 17   | Vòng bảng   | thua 0–1 Nam Tư, thắng 2–1 Hoa Kỳ, thua 0–2 Đức | Jalal Talebi |
| 1998 | Pháp                | 32     | 174 | 36 | 0   | Nhật Bản               | 14   | Vòng bảng   | thua 0–1 Argentina, thua 0–1 Croatia, thua 1–2 Jamaica | Okada Takeshi |
| 1998 | Pháp                | 32     | 174 | 36 | 0   | Ả Rập Xê Út            | 14   | Vòng bảng   | thua 0–1 Đan Mạch, thua 0–4 Pháp, hòa 2–2 Nam Phi | Carlos Alberto Parreira (bị sa thải sau hai trận đấu, được thay thế bởi Mohammed Al-Kharashy cho trận đấu cuối cùng) |
| 1998 | Pháp                | 32     | 174 | 36 | 0   | Hàn Quốc               | 12   | Vòng bảng   | thua 1–3 México, thua 0–5 Hà Lan, hòa 1–1 Bỉ | Cha Bum-kun (bị sa thải sau hai trận đấu, được thay thế bởi Kim Pyung-seok cho trận đấu cuối cùng)                   |
| 2002 | Hàn Quốc & Nhật Bản | 32     | 199 | 35 | 5   | Trung Quốc             | 14   | Vòng bảng   | thua 0–2 Costa Rica, thua 0–4 Brasil, thua 0–3 Thổ Nhĩ Kỳ | Bora Milutinović |
| 2002 | Hàn Quốc & Nhật Bản | 32     | 199 | 35 | 5   | Nhật Bản               | 0    | Vòng 16 đội | hòa 2–2 Bỉ, thắng 1–0 Nga, thắng 2–0 Tunisia · Vòng 16 đội: thua 0–1 Thổ Nhĩ Kỳ | Philippe Troussier                                                                                                   |
| 2002 | Hàn Quốc & Nhật Bản | 32     | 199 | 35 | 5   | Ả Rập Xê Út            | 14   | Vòng bảng   | thua 0–8 Đức, thua 0–1 Cameroon, thua 0–3 Cộng hòa Ireland | Nasser Al-Johar |
| 2002 | Hàn Quốc & Nhật Bản | 32     | 199 | 35 | 5   | Hàn Quốc               | 0    | Hạng tư     | thắng 2–0 Ba Lan, hòa 1–1 Hoa Kỳ, thắng 1–0 Bồ Đào Nha · Vòng 16 đội: thắng 2–1 (h.p.) Ý · Tứ kết: thắng 0–0 (ph.đ. 5–3) Tây Ban Nha · Bán kết: thua 0–1 Đức · Tranh hạng ba: thua 2–3 Thổ Nhĩ Kỳ | Guus Hiddink |
| 2006 | Đức                 | 32     | 197 | 44 | 5   | Iran                   | 12   | Vòng bảng   | thua 1–3 México, thua 0–2 Bồ Đào Nha, hòa 1–1 Angola | Branko Ivanković |
| 2006 | Đức                 | 32     | 197 | 44 | 5   | Nhật Bản               | 12   | Vòng bảng   | thua 1–3 Úc, hòa 0–0 Croatia, thua 1–4 Brasil | Zico |
| 2006 | Đức                 | 32     | 197 | 44 | 5   | Ả Rập Xê Út            | 12   | Vòng bảng   | hòa 2–2 Tunisia, thua 0–4 Ukraina, thua 0–1 Tây Ban Nha | Marcos Paquetá |
| 2006 | Đức                 | 32     | 197 | 44 | 5   | Hàn Quốc               | 12   | Vòng bảng   | thắng 2–1 Togo, hòa 1–1 Pháp, thua 0–2 Thụy Sĩ | Dick Advocaat |
| 2010 | Nam Phi             | 32     | 205 | 43 | 3   | Úc                     | 14   | Vòng bảng   | thua 0–4 Đức, hòa 1–1 Ghana, thắng 2–1 Serbia | Pim Verbeek |
| 2010 | Nam Phi             | 32     | 205 | 43 | 3   | Nhật Bản               | 14   | Vòng 16 đội | thắng 1–0 Cameroon, thua 0–1 Hà Lan, thắng 3–1 Đan Mạch · Vòng 16 đội: thua 0–0 (ph.đ. 3–5) Paraguay                                                                                              | Okada Takeshi |
| 2010 | Nam Phi             | 32     | 205 | 43 | 3   | CHDCND Triều Tiên      | 16   | Vòng bảng   | thua 1–2 Brasil, thua 0–7 Bồ Đào Nha, thua 0–3 Bờ Biển Ngà | Kim Jong-hun |
| 2010 | Nam Phi             | 32     | 205 | 43 | 3   | Hàn Quốc               | 14   | Vòng 16 đội | thắng 2–0 Hy Lạp, thua 1–4 Argentina, hòa 2–2 Nigeria · Vòng 16 đội: thua 1–2 Uruguay | Huh Jung-moo |
| 2014 | Brasil              | 32     | 203 | 43 | 3   | Úc                     | 14   | Vòng bảng   | thua 1–3 Chile, thua 2–3 Hà Lan, thua 0–3 Tây Ban Nha | Ange Postecoglou |
| 2014 | Brasil              | 32     | 203 | 43 | 3   | Iran                   | 16   | Vòng bảng   | hòa 0–0 Nigeria, thua 0–1 Argentina, thua 1–3 Bosna và Hercegovina | Carlos Queiroz |
| 2014 | Brasil              | 32     | 203 | 43 | 3   | Nhật Bản               | 14   | Vòng bảng   | thua 1–2 Bờ Biển Ngà, hòa 0–0 Hy Lạp, thua 1–4 Colombia | Alberto Zaccheroni                                                                                                   |
| 2014 | Brasil              | 32     | 203 | 43 | 3   | Hàn Quốc               | 14   | Vòng bảng   | hòa 1–1 Nga, thua 2–4 Algérie, thua 0–1 Bỉ | Hong Myung-bo |
| 2018 | Nga                 | 32     | 210 | 46 | 0   | Úc                     | 22   | Vòng bảng   | thua 1–2 Pháp, hòa 1–1 Đan Mạch, thua 0–2 Perú | Bert van Marwijk |
| 2018 | Nga                 | 32     | 210 | 46 | 0   | Iran                   | 18   | Vòng bảng   | thắng 1–0 Maroc, thua 0–1 Tây Ban Nha, hòa 1–1 Bồ Đào Nha | Carlos Queiroz |
| 2018 | Nga                 | 32     | 210 | 46 | 0   | Nhật Bản               | 18   | Vòng 16 đội | thắng 2–1 Colombia, hòa 2–2 Sénégal, thua 0–1 Ba Lan · Vòng 16 đội: thua 2–3 Bỉ | Nishino Akira |
| 2018 | Nga                 | 32     | 210 | 46 | 0   | Ả Rập Xê Út            | 18   | Vòng bảng   | thua 0–5 Nga, thua 0–1 Uruguay, thắng 2–1 Ai Cập | Juan Antonio Pizzi                                                                                                   |
| 2018 | Nga                 | 32     | 210 | 46 | 0   | Hàn Quốc               | 18   | Vòng bảng   | thua 0–1 Thụy Điển, thua 1–2 México, thắng 2–0 Đức | Shin Tae-yong |
| 2022 | Qatar               | 32     | 206 | 46 | 1   | Qatar                  | 8    | Vòng bảng   | thua 0–2 Ecuador, thua 1–3 Sénégal, thua 0–2 Hà Lan | Félix Sánchez Bas |
| 2022 | Qatar               | 32     | 206 | 46 | 1   | Iran                   | 18   | Vòng bảng   | thua 2–6 Anh, thắng 2–0 Wales, thua 0–1 Hoa Kỳ | Carlos Queiroz |
| 2022 | Qatar               | 32     | 206 | 46 | 1   | Ả Rập Xê Út            | 18   | Vòng bảng   | thắng 2–1 Argentina, thua 0–2 Ba Lan, thua 1–2 México | Hervé Renard |
| 2022 | Qatar               | 32     | 206 | 46 | 1   | Hàn Quốc               | 16   | Vòng 16 đội | hòa 0–0 Uruguay, thua 2–3 Ghana, thắng 2–1 Bồ Đào Nha · Vòng 16 đội: thua 1–4 Brasil | Paulo Bento |
| 2022 | Qatar               | 32     | 206 | 46 | 1   | Úc                     | 20   | Vòng 16 đội | thua 1–4 Pháp, thắng 1–0 Tunisia, thắng 1–0 Đan Mạch · Vòng 16 đội: thua 1–2 Argentina | Graham Arnold |
| 2022 | Qatar               | 32     | 206 | 46 | 1   | Nhật Bản               | 18   | Vòng 16 đội | thắng 2–1 Đức, thua 0–1 Costa Rica, thắng 2–1 Tây Ban Nha · Vòng 16 đội: thua 1–1 (ph.đ. 1–3) Croatia                                                                                             | Hajime Moriyasu |